# Jean Marcel Honoré
Jean Honoré (Saint-Brice-en-Coglès, 13 agosto 1920 – Tours, 28 febbraio 2013) è stato un cardinale e arcivescovo cattolico francese.

## Biografia
Presbitero dal 29 giugno 1943, è stato nominato vescovo di Évreux il 24 ottobre 1972. Ha ricevuto la consacrazione episcopale il 17 dicembre dello stesso anno per l'imposizione delle mani del cardinale Paul Joseph Marie Gouyon.
È stato arcivescovo di Tours dal 13 agosto 1981 al 22 luglio 1997.
Papa Giovanni Paolo II lo ha innalzato alla dignità cardinalizia nel concistoro del 21 febbraio 2001.
È morto per cause naturali nella mattina dell'ultimo giorno di pontificato di papa Benedetto XVI. È sepolto nella cattedrale di Tours.

## Genealogia episcopale e successione apostolica
La genealogia episcopale è:
- Cardinale Guillaume d'Estouteville, O.S.B.Clun.
- Papa Sisto IV
- Papa Giulio II
- Cardinale Raffaele Sansone Riario
- Papa Leone X
- Papa Paolo III
- Cardinale Francesco Pisani
- Cardinale Alfonso Gesualdo di Conza
- Papa Clemente VIII
- Cardinale Pietro Aldobrandini
- Cardinale Laudivio Zacchia
- Cardinale Antonio Barberini, O.F.M.Cap.
- Cardinale Nicolò Guidi di Bagno
- Arcivescovo François de Harlay de Champvallon
- Cardinale Louis-Antoine de Noailles
- Vescovo Jean-François Salgues de Valderies de Lescure
- Arcivescovo Louis-Jacques Chapt de Rastignac
- Arcivescovo Christophe de Beaumont du Repaire
- Cardinale César-Guillaume de la Luzerne
- Arcivescovo Gabriel Cortois de Pressigny
- Arcivescovo Hyacinthe-Louis de Quélen
- Vescovo Louis-Charles Féron
- Vescovo Pierre-Alfred Grimardias
- Cardinale Guillaume-Marie-Romain Sourrieu
- Cardinale Léon-Adolphe Amette
- Arcivescovo Benjamin-Octave Roland-Gosselin
- Cardinale Paul-Marie-André Richaud
- Cardinale Paul Joseph Marie Gouyon
- Cardinale Jean Marcel Honoré

La successione apostolica è:
- Vescovo Jean-Marie Charles André Le Vert (2006)